# Újhelyi Sándor
Újhelyi Sándor (1961. február 27. –) Európa-bajnoki ezüstérmes magyar atléta.

## Pályafutása
Karrierje során 400 méteren versenyzett és szabadtéren illetve teremben öt magyar bajnoki címet szerzett egyéniben. Legnagyobb sikerének az 1982-es fedett Eb-n szerzett ezüstérme számít, amikor Milánóban csak a szovjet Pavel Konovalov tudta megelőzni őt.